# Elpidoforos Potouridis
Elpidoforos Potouridis (griechisch Ελπιδοφόρος Ποτουρίδης, * 24. November 1975 in Athen) ist ein griechischer Bahn- und Straßenradrennfahrer.
Elpidoforos Potouridis ist seit Ende der 1990er Jahre einer der erfolgreichsten Radsportler Griechenlands auf Bahn und Straße. Bis 2014 errang er zwölf nationale Titel in verschiedenen Disziplinen, darunter im Straßenrennen, im Einzelzeitfahren, Zweier-Mannschaftsfahren und in der Mannschaftsverfolgung. Viele weitere Male stand er bei nationalen Meisterschaften auf dem Podium. Bei den Athens Open Balkan Championships gewann er 2002 die Mannschaftsverfolgung und das Punktefahren. Im selben Jahr wurde er Dritter beim Weltcup in Sydney in der Mannschaftsverfolgung.

## Erfolge Straße
1998
- – Straßenrennen

2004
- – Einzelzeitfahren

2006
- – Einzelzeitfahren

2009
- – Paarzeitfahren (mit Georgios Pattes-Toumanis)

## Erfolge Bahn
1999
- Balkan Championships – Mannschaftsverfolgung (mit Vasileios Anastopoulos, Panagiotis Lekkas und Ioannis Tamouridis)
- – Zweier-Mannschaftsfahren (mit Apostolos Sotis)
- – Mannschaftsverfolgung (mit Vasileios Gianniosis, Panagiotis Lekkas und Apostolos Sotis)

2000
- – Zweier-Mannschaftsfahren (mit Apostolos Sotis)

2002
- – Zweier-Mannschaftsfahren (mit Vasileios Gianniosis)

2004
- – Punktefahren
- – Mannschaftsverfolgung (mit Nikolaos Angelidis, Dimitrios Gratsanis und Michail Tzengas)

2005
- – Zweier-Mannschaftsfahren (mit Dimitrios Gratsanis)